# Lago Huron

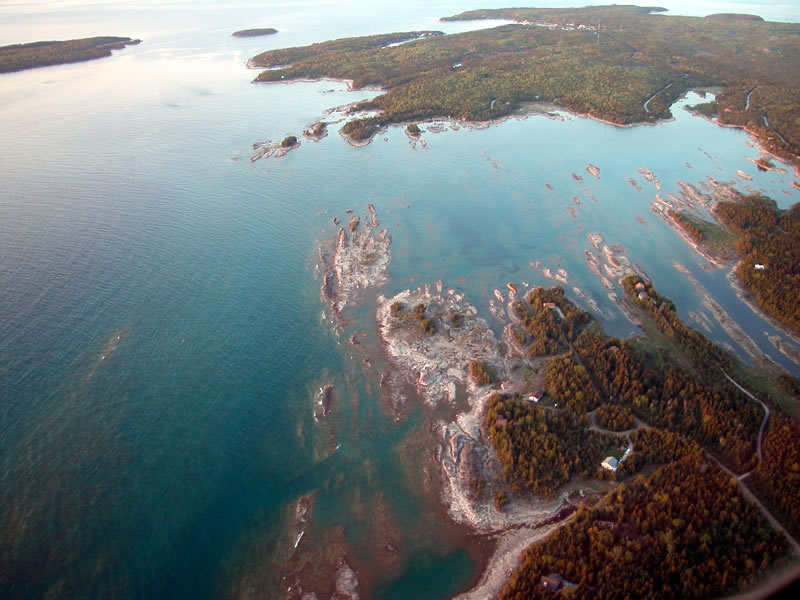
O lago.

O lago Huron ou Hurão é um dos cinco Grandes Lagos, localizado entre o estado do Michigan (Estados Unidos) e a província de Ontário (Canadá). Com uma área de 59 600 km², o lago Huron é o segundo maior dos cinco Grandes Lagos, e um dos maiores do mundo, em extensão territorial. Sua superfície está localizada a 176 metros de altitude, e sua profundidade máxima é de 230 metros.
Como o lago Superior, a região em torno do lago Huron possui uma baixa densidade demográfica, quando comparado com outros lagos como o lago Ontário ou o lago Michigan.